# Primer gobierno de Fructuoso Rivera
El primer gobierno de Fructuoso Rivera comenzó cuando asumió la presidencia el 6 de noviembre de 1830 luego de ser electo como presidente por la Asamblea General en la elección de 1830. Este período gubernamental destacó por ser el primer gobierno constitucional del país como entidad política independiente. Se caracterizó por la ausencia del presidente Rivera durante algunos períodos por irse de campaña en el interior, períodos durante los cuales gobernaban en su lugar un grupo de políticos de su confianza quienes eran los que establecían el marco jurídico de la naciente república. Durante este mandato, se sucedieron varios enfrentamientos armados como las insurrecciones lavallejistas y la Batalla de Salsipuedes.

## Antecedentes
Las elecciones de Uruguay en 1830 se realizaron en varias etapas. El 1 de agosto se realizó la elección de los integrantes de la Cámara de Representantes, que fueron elegidos directamente por los ciudadanos a través del voto censitario a viva voz que, debido a las disposiciones constitucionales, restringía el voto a las mujeres, analfabetos, peones, ebrios habituales, entre otros. Una semana después los ciudadanos eligieron en cada departamento los integrantes de los Colegios Electorales de Senadores, que cada uno de ellos una vez constituidos eligieron a los senadores para su departamento.
Una vez constituidas las cámaras, el 24 de octubre la Asamblea General sesionó con treinta y cinco legisladores presentes, veintiséis diputados y nueve senadores, para elegir al presidente de Uruguay. De la votación resultó electo como el primer Presidente constitucional de la República Fructuoso Rivera con 27 votos, mientras que su adversario político Juan Antonio Lavalleja obtuvo 5 votos, Gabriel Pereira obtuvo 2 y Joaquín Suárez un voto.
Durante su asunción, expresó su intención de unir las divisiones con el apoyo todos y ser el centro de la unidad y fraternidad de los orientales. Además, habló sobre que el pasado solo está para aprender de él para mejorar el futuro. El autor Setembrino Pereda, sin embargo, criticó el hecho de que a pesar de estas ideas, su primer acto de gobierno, la designación de su gabinete, ignoró aquellos principios.

## Gabinete
El 11 de noviembre Rivera designó a los miembros de su gabinete: José Ellauri como Ministro de Gobierno y Relaciones Exteriores, además del despacho de la Cartera de Guerra; y Gabriel Antonio Pereira quedó al frente del Ministerio de Hacienda. Por su parte, Lucas Obes fue designado para la Fiscalía de Gobierno. Así, junto con Julián Álvarez que asumió una banca en la Cámara de Representantes y miembro del Tribunal de Apelaciones, y Nicolás Herrera que asumió como suplente de Gabriel Pereira en el Senado, Rivera designó como sus colaboradores más cercanos a sus hermanos en la logia del Club del Barón, afín al régimen lusobrasileño durante el período cisplatino, lo que les valió el mote de los abrasilerados. Precisamente, durante este período gubernamental Ellauri, Obes, Álvarez y Herrera, junto con Juan Andrés Gelly que no desempeñaba cargo político, fueron conocidos en su conjunto como los cinco hermanos.
A mediados de 1831, a causa de los cuestionamientos de la prensa opositora —seguidora del movimiento lavallejista—, las críticas a los integrantes del grupo de los cinco hermanos, los negocios con deuda pública, la adquisición de latifundios por fuera de la ley y el tráfico de influencias para acelerar o entorpecer los procesos de desalojo de poseedores de tierras, motivó una renovación del gabinete. El 19 de setiembre de 1831 Joaquín Suárez pasó a ser el ministro de Gobierno y Relaciones Exteriores para cubrir la vacante por la renuncia de José Ellauri. En el Ministerio de Hacienda, asume Ramón de Acha de forma interina el 12 de setiembre y el 25 del mismo mes asume como titular de la cartera Juan María Pérez. Estos cambios llevaron a una breve tregua entre los seguidores del riverismo y el lavallejismo.

## Política nacional

### La Masacre de Salsipuedes
El lunes 11 de abril de 1831 tiene lugar la campaña de genocidio de la población charrúa, cerca del arroyo Salsipuedes Grande en el paraje delimitado por el arroyo Tiatucurá, siendo esta la primera campañas de exterminio hacia esta etnia. De los testigos de los hechos nadie salvo el propio Rivera dejó testimonio directo de lo acontecido. Según José Eduardo Picerno del informe oficial de Rivera realizado el 12 de abril no se pueden sacar conclusiones válidas sino que fue un texto tendencioso con pretensiones de justificar la reacción del Ejército ante supuestos delitos cometidos antiguamente por los charrúas. Por lo tanto, no existe un registro oficial de cómo transcurrieron los enfrentamientos, cómo se atacó a los charrúas y se les dio muerte, tampoco el número de fallecidos, capturados y de los que lograron huir. Ni siquiera se dejó constancia del lugar en donde colocaron los cuerpos de los fallecidos.
En 1848, Manuel Lavalleja envía una carta a Oribe en cumplimiento con su pedido de informes sobre lo acontecido en la matanza. Él, que dijo que si bien no estuvo presente en la masacre, convivió durante diez meses de 1833 con indígenas protagonistas de los hechos, quienes le relataron lo vivido. En el manuscrito, cuenta que con el propósito de asesinar a los charrúas, Rivera invitó a los charrúas a reunirse en un lugar para ir a Brasil a traer ganado que había ahí que, según él, los brasileños habían robado de Uruguay y que le pertenecían por derecho al país. Los charrúas, que habían peleado contra los brasileños años antes, aceptaron la invitación. En la reunión, todos excepto dos caciques y su gente, ambos minuanes, encontraron sospechosa esta invitación y declinaron de asistir. Rivera, que notó su falta, mandó a dos charrúas para hacerlos venir para poder hacer la supuesta campaña de arreo de ganado. Al escuchar el pedido, de ellos el cacique Polidoro, que ya conocía a Rivera, dijo que no iba ya que Rivera era «malo y traidor».
El exterminio tuvo lugar y ejecutaron a muchos charrúas con sus familias, excepto los que pudieron escapar como el cacique Venado y los que fueron tomados como prisioneros. Terminada esta etapa, Bernabé Rivera marchó con un escuadrón para capturar a los que escaparon y al grupo del cacique Polidoro. Al encontrarse con el cacique Venado con un grupo de doce charrúas, al no poder enfrentarse en el arroyo Cañitas, Bernabé Rivera y Venado acordaron que Bernabé se comprometía a entregarle a venado sus familiares y los demás charrúas que les acompañaban si Venado accedía a someterse al Gobierno y establecerse un punto designado. Venado accedió a lo propuesto, y ambos bandos marcharon juntos al punto de encuentro, los charrúas armados con lanzas. Bernabé dispuso mandarlos a Durazno, diciéndole a Venado que allí se encontrarían con sus familias y que le enviaba una carta a su hermano Fructuoso para que hiciera los arreglos. Venado partió con el oficial Labandera para llevar la carta, y mientras tanto Bernabé mandó a Fortunato Silva para preparar una emboscada más adelante en la Estancia de Bonifacio, con los demás indígenas en descuido, lo que finalmente terminó por suceder.

### Revoluciones lavallejistas
El grado de enfrentamiento entre el oficialismo y la oposición liderada por Lavalleja llevó a la insurrección armada bajo su liderazgo, motivado en la falta de participación de la oposición en el gobierno, las frecuentes ausencias de la Capital del presidente Rivera, que solía irse en campañas militares al interior del país y ocasionaba el desorden administrativo y a la duplicación de centros de autoridad, las críticas hacia los cinco hermanos que gobernaban en lugar de Rivera cuando estaba en campaña, las amenazas de desalojo de los poseedores de campos pero reivindicados por los propietarios confiscados hace varias décadas, y para recuperar sus posiciones militares el propio Lavalleja y Eugenio Garzón.
El movimiento armado partió a mediados de junio de 1832 desde su estancia en el Yí con el general Lavalleja al frente, mientras que otro grupo armado sería liderado por el coronel Garzón desde Montevideo para apresar a varios de los cinco hermanos. El 28 de junio el mayor Santana se alzó en armas en Durazno junto con una tropa de 400 hombres e intentó tomar prisionero a Rivera, que en ese momento cursaba una enfermedad, pero Rivera logró escapar acompañado de su asistente, debiendo cruzar a nado el río Yí para refugiarse en la casa del coronel Possolo.
La insurrección llevó al Poder Ejecutivo a pedir a la Asamblea General la suspensión de las garantías individuales, pero la Asamblea General, luego de recibir una misiva remitida por Garzón y otros cinco altos oficiales, por la cual desconocían la autoridad del Ejecutivo liderado por Rivera y sólo reconocían la autoridad de Lavalleja, como interlocutor reconocido por los insurrectos trató de mediar para lograr una salida pacífica. Luis Eduardo Pérez, presidente del Senado y actuando como Presidente en ejercicio por la ausencia de Rivera, en una forma se que confundían los poderes ejecutivo y legislativo, escuchó las demandas de los insurrectos: nombrar general en jefe del Ejército a Lavalleja e intimar a Rivera a que ocupase la silla de Gobierno. En un decreto, Santiago Vázquez fue removido de su cargo en el ministerio y se nombraron del bando sublevado a Francisco Muñoz para los ministerios de Gobierno y de Guerra, y a Manuel Vidal para la cartera de Hacienda, siendo una victoria del lavallejismo. Pero esto no era suficiente para Garzón y pedía que se cumpliera con lo otro. Sin embargo, Pérez no accedió a las condiciones, lo que llevó a Garzón a declarar que «cesa desde este momento la autoridad del Presidente de la República» y sólo reconocer la autoridad de Lavalleja. La Comisión Mediadora intentó seguir transando pero no tuvo éxito. El coronel Ignacio Oribe por su parte siguió con las negociaciones de un posible acuerdo con Lavalleja, que entre otras cosas, requería que los exministros de gobierno fueran sometidos a juicio político y que las tropas de Rivera pasaran al mando de Servando Gómez. Rivera no aceptó este acuerdo.
El 5 de agosto el vicepresidente, cesado por Garzón, Luis Eduardo Pérez y el jefe político de Montevideo Luis Lamas organizaron una reacción favorable al gobierno constitucional, lo que desembocó en confusión. Lavalleja entró a la ciudad con un contingente reducido de hombres pero debió retirarse. El 12 de agosto Rivera acampó en el Miguelete con un batallón de 1500 hombres y llegó el 14 a Montevideo. Las luchas siguieron durante unas semanas en el interior, pero luego de ser derrotadas por las fuerzas de Ignacio Oribe, en Cordobés y Tupambay, las fuerzas de Lavalleja y de Garzón se retiraron hacia Brasil.
Como consecuencia, con el regreso de Santiago Vázquez al Ejecutivo, la reacción fue violenta y terminó con un decreto que estableció que quedarían sujetos a última pena a todos los colaboradores del proceso lavallejista que siguieran en la capital, usado esto como fundamento por Rivera para fusilar el 5 de octubre de 1832 a nueve militares. Además, se confiscaron las propiedades inmuebles y el ganado, y el desafuero de legisladores.
A pesar de aquello, en abril de 1833 el ejército lavallejista intentó una segunda revolución, ingresando al país desde Brasil por Yaguarón, pero esta revuelta fue pronto derrotada por las fuerzas gubernamentales. En marzo de 1834 Lavalleja con un pequeño escuadrón estacionado en Entre Ríos, cruzó hacia Higueritas e inició la tercera y última insurrección lavallejista, pero nuevamente fue derrotado por las fuerzas de Rivera, lo que los obligó a retirarse al norte en Brasil.

### Finanzas
El primer gobierno de Rivera se caracterizó por el descontrol financiero lo que provocaba críticas desde el Parlamento y la prensa. El déficit fiscal promedio anual de este período ascendió a 500 mil pesos, dos tercios del presupuesto.
Para el historiador Washington Lockhart, durante este período de gobierno, las arcas del Erario estatal siempre estaban exhaustas debido al uso prebendario de los dineros públicos por parte de la élite política sin un fin de desarrollo nacional. También menciona que en 1831 Fructuoso Rivera utilizó casi todas las rentas estatales para comprar armamento y equipamiento, caballos y ganado, pero no todas las compras fueron efectivizadas, sino que en algunos casos se guardaba el dinero y aducía que lo comprado había perecido por distintas razones.

### Vivienda y ordenamiento territorial
Desde hacía varios años existían posiciones encontradas entre propietarios y poseedores de derechos sobre las tierras, entre ellos los donatarios artiguistas. Con la reincorporación de la Provincia Oriental a las Provincias Unidas del Río de la Plata, la tierra pública quedó declarada como no enajenable, pero en 1826 se entregarían tierras en enfiteusis por plazos de al menos 20 años, entre ellos los donatarios artiguistas. Pero algunos vendían sus derechos a hacendados, otros se asentaban en las tierras usando su fuerza militar o ganado como causa y los poseedores buscaban ampararse en esta enfiteusis. Para 1830, previo al gobierno electo, en acuerdo entre Rivera y Lavalleja, se exhortó a los poseedores a someterse a las leyes de adquisición o enfiteusis. Algunos preferían la mera posesión, otros denunciaban las tierras como públicas o concurrían ante la justicia para pedir desalojos. Con el gobierno constitucional ya establecido, el 12 de agosto de 1831 el ministro de Gobierno José Ellauri adoptó una postura conciliadora, solicitó detener los desalojos el 24 de agosto. El nuevo ministro de la cartera Santiago Vázquez por su parte el 23 de noviembre permitió denunciar en enfiteusis en las tierras de sobra o las que estaban en litigio hasta tanto no hubiera fallo judicial declarándolas fiscales. Esta denuncia se limitó a cinco leguas el 2 de diciembre, un tercio de las cuales serían para colocar poseedores o pequeños propietarios habitando campos particulares. Estas políticas de corte antilatifundista, sin embargo, no siempre eran reconocidas por los poseedores porque no aceptaban que la tierra fuera pública, haciéndose por lo tanto inefectivas.
En enero de 1832 se pide a la justicia otra vez que se suspendan los desalojos y el gobierno comunica a las autoridades departamentales que no iba a desalojar a los poseedores, en un tiempo en que se estaba gestando la revolución lavallejista y la justicia fallaba defendiendo férreamente la propiedad colonial y brasileña. Debido a esto, la política de tierras tomó un rumbo diferente en 1832, alentando que poseedores y propietarios transaran entre sí, y si no hubiera acuerdo, el Estado revertía el dominio pagando grandes ganancias a los propietarios que en muchos casos no habían pagado nada por la tierra, y los vendía a los poseedores con mejor derecho y que pudieran pagarlas. Los poseedores sin recursos, por otro lado, quedarían ubicados en los alrededores de las localidades, de este modo quebrando la solidaridad entre poseedores. El 22 de diciembre se decreta que los denunciantes admitidos antes debían pagar las tierras antes del 10 de abril próximo, lo cual beneficiaba únicamente a aquellos poseedores con recursos, si no en el futuro sólo podrían adquirir en enfiteusis.
El 17 de mayo de 1833 se promulgó la ley de enfiteusis, a aplicar a poseedores de tierras fiscales. La norma dispuso que las tierras públicas usadas para el pastoreo que no estuvieran poseídas por más de veinte años, es decir, desde después del 17 de mayo de 1813, se darían en enfiteusis por cinco años, debiendo pagar anualmente al Estado el equivalente al 2% del valor de la tierra. Así, se quebrantó aún más la solidaridad entre los poseedores, ya que afectaba dependiendo del origen fiscal o confiscado y del tiempo de posesión. Esto llevó a que muchos poseedores artiguistas, con posesiones menores a 20 años, ocultaran este hecho. El decreto reglamentario de la ley aplicó una versión más estricta de lo dispuesto por la ley, al disponer que las tierras baldías o poseídas por menos de 20 años y las que aún habiendo sido poseídas por más de 20 años no hubieran iniciado denuncia dentro de los 6 meses de publicado el decreto, o aquellas para las que no se hubiera pagado el canon exigido durante dos años, serían en estos casos distribuidas en enfiteusis. Esto provocó denuncias de especuladores, latifundistas y donatarios artiguistas. La política beneficiaba netamente a quienes tenían poder económico y desestabilizaba la base de los poseedores.

## Política exterior
Una de las medidas más urgentes en materia exterior del nuevo Estado era la de fijar las fronteras, que en el tratado de 1828 del que no formó parte la Provincia Oriental convenientemente no habían sido definidas, ante el peligro que Brasil siguiera tomando territorios orientales como lo venía haciendo desde hace años. En las tratativas, como antecedente que justificaban sus derechos el gobierno de Rivera invocó el Tratado de San Ildefonso de 1777 entre España y Portugal y ratificado ese mismo año. Brasil en cambio planteaba que debía tomarse como partida el acuerdo secreto celebrado entre Lecor y el Cabildo de Montevideo de 1819, inválido al no tener el Cabildo poder para hacer esa negociación, no ser soberanos los intervinientes y no haber ratificación de Portugal. Muchos de los territorios más allá de los límites de 1777 hasta el Cuareim y Yaguarón estaban ocupados por los portugueses en violación de los derechos orientales. Las negociaciones llevadas a cabo por Nicolás Herrera en su misión de 1830 se vieron frustradas, por lo que el gobierno electo volvió a iniciar la negociación.
El 5 de mayo de 1831 el ministro Ellauri invitó al diplomático imperial de Brasil en Uruguay para seguir con las negociaciones sin la presencia de Argentina por su desorden interno, pero como no respondió, el gobierno decidió enviar a Lucas Obes como representante extranjero ante la Corte de Río de Janeiro con este fin, pero en medio de este preparativo, Brasil respondió que no estaba dispuesto a negociar sin la presencia de Argentina. El 28 de diciembre de 1832 José Rondeau fue a Buenos Aires para negociar con el gobierno de Balcarce la participación argentina para celebrar un tratado de paz definitivo y el de límites. Pero Rondeau informó a cancillería que en Buenos Aires se estaba pensando en una futura anexión de Uruguay, pero el gobierno argentino de repente designó a Tomás Guido para negociar el Tratado Definitivo de Paz. El 21 de febrero de 1833 el ministro de relaciones exteriores Santiago Vázquez y el presidente del senado Luis Eduardo Pérez solicitaron la mediación de Inglaterra para negociar el Tratado Definitivo, liderado por Lucas Obes. Al asumir como ministro en Relaciones Exteriores, comenzó a gestarse un plan multinacional para que los países de Sudamérica definieran sus límites con Brasil, además de Uruguay estaba Bolivia, Perú y Colombia. Sin embargo, con la asunción del nuevo gobierno electo, el nuevo ministro de relaciones exteriores Francisco Llambí canceló este proyecto.